# Drouot
Pour les articles homonymes, voir Drouot (homonymie).
Pour l’article ayant un titre homophone, voir Drouault.
Ne doit pas être confondu avec Drouant.
 (octobre 2023).
L'article doit être relu — et modifié si nécessaire — par des contributeurs indépendants pour apporter un regard critique aux contributions effectuées en violation des conditions d'utilisation de Wikipédia, tant sur la forme (notamment concernant le style encyclopédique, la proportionnalité) que sur le fond (la neutralité de point de vue, la qualité et l'indépendance des sources).
L'Hôtel des ventes Drouot, plus connu sous le nom de Drouot, est une holding française spécialisée dans les ventes aux enchères et le marché de l'art. Issue de la réforme du statut des commissaires-priseurs (loi du 10 juillet 2000), elle a son siège et ses salles de ventes dans le 9e arrondissement de Paris.

## Historique
En 1801, est créée la chambre des commissaires-priseurs de Paris, dirigée par cinq membres élus en son sein (un président, un syndic, un secrétaire, un trésorier et un rapporteur), elle dispose d'un pouvoir de sanction interne. La réforme du statut des commissaires-priseurs (loi du 10 juillet 2000) oblige l'Hôtel des ventes à modifier son statut et à devenir une société commerciale. Plusieurs offres d'achat sont alors effectuées, notamment par Barclays, Pierre Bergé ou le groupe AXA, mais refusées par la Compagnie parisienne des Commissaires priseurs. Face à cet échec, un petit nombre de commissaires-priseurs propose à ceux d'entre eux qui le souhaitent de rentrer, par l'intermédiaire d'un LBO, dans le capital de la société pour racheter eux-mêmes l'Hôtel des ventes. En 2002, la création de Drouot Holding concrétise ce projet et remplace la Compagnie des commissaires-priseurs de Paris pour les ventes volontaires.
À la suite d'un scandale en 2009 portant sur des vols opérés à Drouot par les manutentionnaires de l'Hôtel des ventes parisien, Michèle Alliot-Marie, alors ministre de la Justice, commande un audit sur Drouot. Outre de nombreux dysfonctionnements, on apprend au sein de ce rapport que Drouot a un chiffre d'affaires entre 2003 et 2008 qui passe de 390 à 411 millions d'euros alors que dans le même temps Sotheby's, l'un de ses principaux concurrents, triple son chiffre d'affaires sur la même période passant de 3,3 à 9 milliards d'euros. Aujourd'hui, l'institution qu'est Drouot s'adapte. Depuis le scandale de 2009 et la parution du dernier rapport de l'audit, l'un des changements les plus visibles est la disparition des « cols rouges », ce qui met fin à une tradition vieille de 150 ans instituée par Napoléon III. Cette corporation savoyarde a perdu définitivement son monopole de fait. À présent, la manutention au sein des ventes de Drouot est régie par la filiale Drouot Logistic.
Il existait, jusqu’en 2011, une salle située avenue Montaigne et dédiée aux ventes de prestige. La localisation géographique d'une salle des ventes compte en effet pour beaucoup, surtout quand la clientèle étrangère représente une part importante des acheteurs. Cette salle a été à plusieurs reprises le lieu de ventes de prestiges, dont celles organisées par l'Etude Tajan (Me Jacques Tajan et son fils François Tajan) ou par exemple le record obtenu pour la vente d'une toile de Sayed Haider Raza en 2004 ou encore les ventes de la collection de Jean-Marc Vernes (de la Banque Vernes) réalisées en 1996. L’activité s’est depuis recentrée sur l’Hôtel Drouot.
Le 11 août 2011, la société Drouot Holding est radiée au greffe du tribunal de commerce de Paris. Elle est reprise par la société de gestion de fonds Drouot Enchère depuis le 17 décembre 2010.
Jusqu'en 2017, la société est présidée par Me Georges Delettrez, commissaire-priseur. Depuis 2017, Me Alexandre Giquello est le président de Drouot, réélu en juin 2023 pour un troisième mandat.

## Organisation
Drouot est un groupe organisé au sein d'une holding, Drouot Patrimoine, avec six filiales. Une qui gère toute l'organisation des ventes (Drouot Enchère), une pour le numérique (Drouot Digital), une pour proposer à tous les particuliers un service d'expertise gratuit (Drouot Estimations), une société d'édition (AuctionsPress qui édite La Gazette Drouot et Le Moniteur des Ventes), un service de manutention (Drouot Logistic), et une agence immobilière (Drouot immobilier).
La holding appartient actuellement à 140 commissaires-priseurs, issus de 59 études indépendantes, qui officient à l'Hôtel Drouot.

### Dirigeants de Drouot Patrimoine
- Président du conseil d’administration : Me Alexandre Giquello ;
- Vice-président du conseil d’administration : Me Alexandre Ferri.

- Membres du conseil d’administration :
  - Me Jean-Marc Delvaux ;
  - Me Remy Le Fur ;
  - Me Yann Le Mouel ;
  - Me Brice Pescheteau-Badin[8] ;
  - Me Bertrand de Cotton ;
  - Me Vincent Sarrou.

## Les ventes aux enchères
L’activité principale et historique de la société est la vente aux enchères publiques. Elle s’organise au sein des 15 salles de ventes au 9, rue Drouot.

### Hôtel Drouot
L’Hôtel Drouot, dans le 9e arrondissement de Paris, accueille, dans ses 15 salles, les ventes des objets d’arts et de collection. Le total des opérations d'adjudication en 2022 s'élevait à 362 millions d'euros pour les 820 vacations organisées dans les salles de l'Hôtel des ventes.

### Drouot Estimations
Situé en face de l’Hôtel des ventes, le pôle estimation offre, comme toute société de vente, des prisées. Autrefois, les commissaires-priseurs s’y relayaient grâce à un système de roulement, maintenant Drouot Estimations est devenue une société de vente à part entière, concurrente des opérateurs utilisateurs de Drouot. Les estimations verbales sont effectuées à titre gracieux et sans engagement alors que les estimations écrites (donnant lieu à un rapport) sont chiffrées en proportion de la valeur estimée.

### Drouot Presse
Ce service diffuse des dossiers de presse sur le marché de l’art, les évènements et les ventes aux enchères. Il publie également le bilan des sociétés de vente de Drouot et met à la disposition des journalistes les dossiers et illustrations relatifs aux ventes.

### La Gazette Drouot
Fondée en 1891, cette revue hebdomadaire est dédiée aux ventes aux enchères en France. Depuis mai 2019, La Gazette Drouot a entamé sa transition numérique.